# Departamento General Alvear (Corrientes)

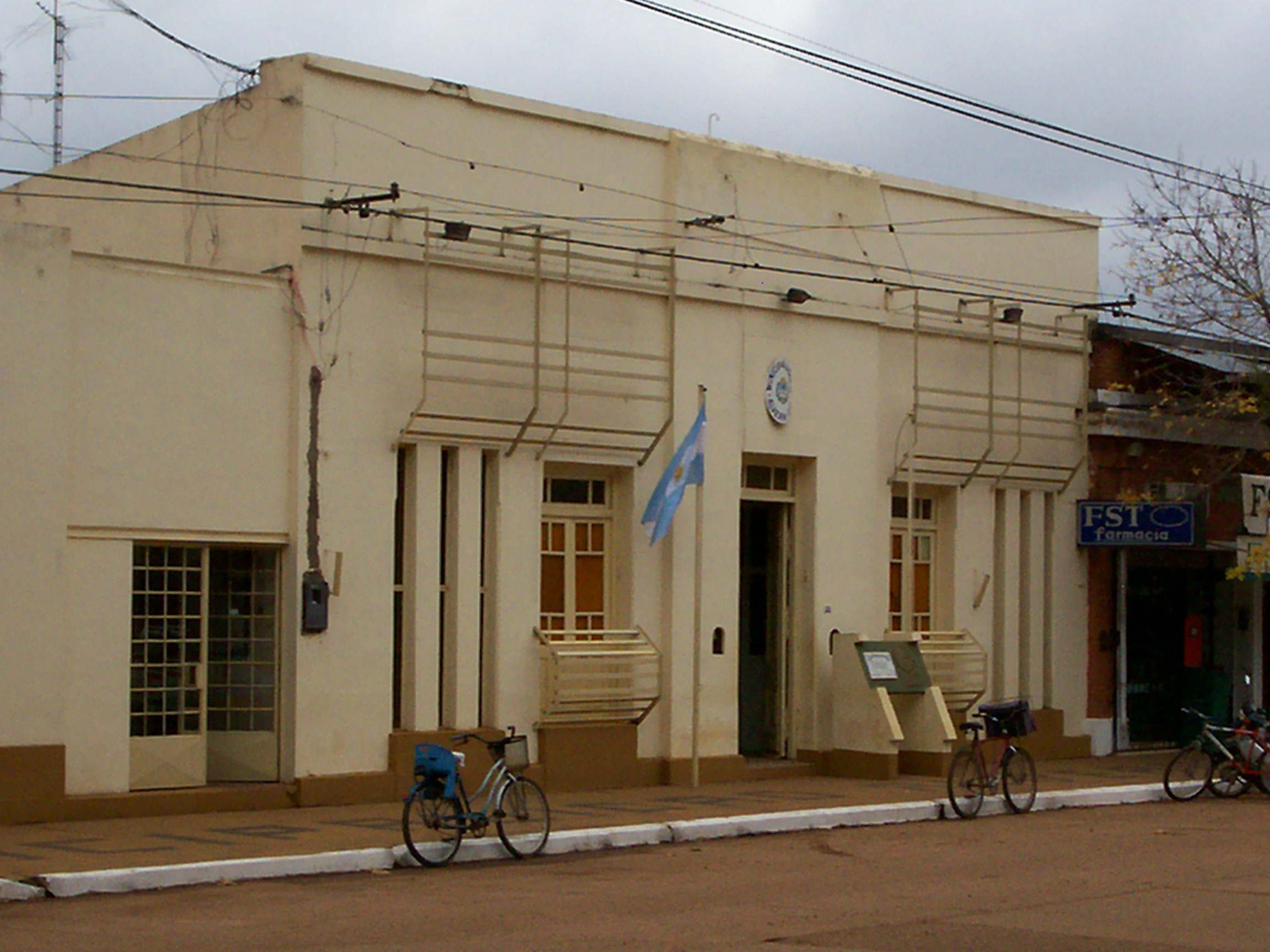
Edificio de la Municipalidad de Alvear.

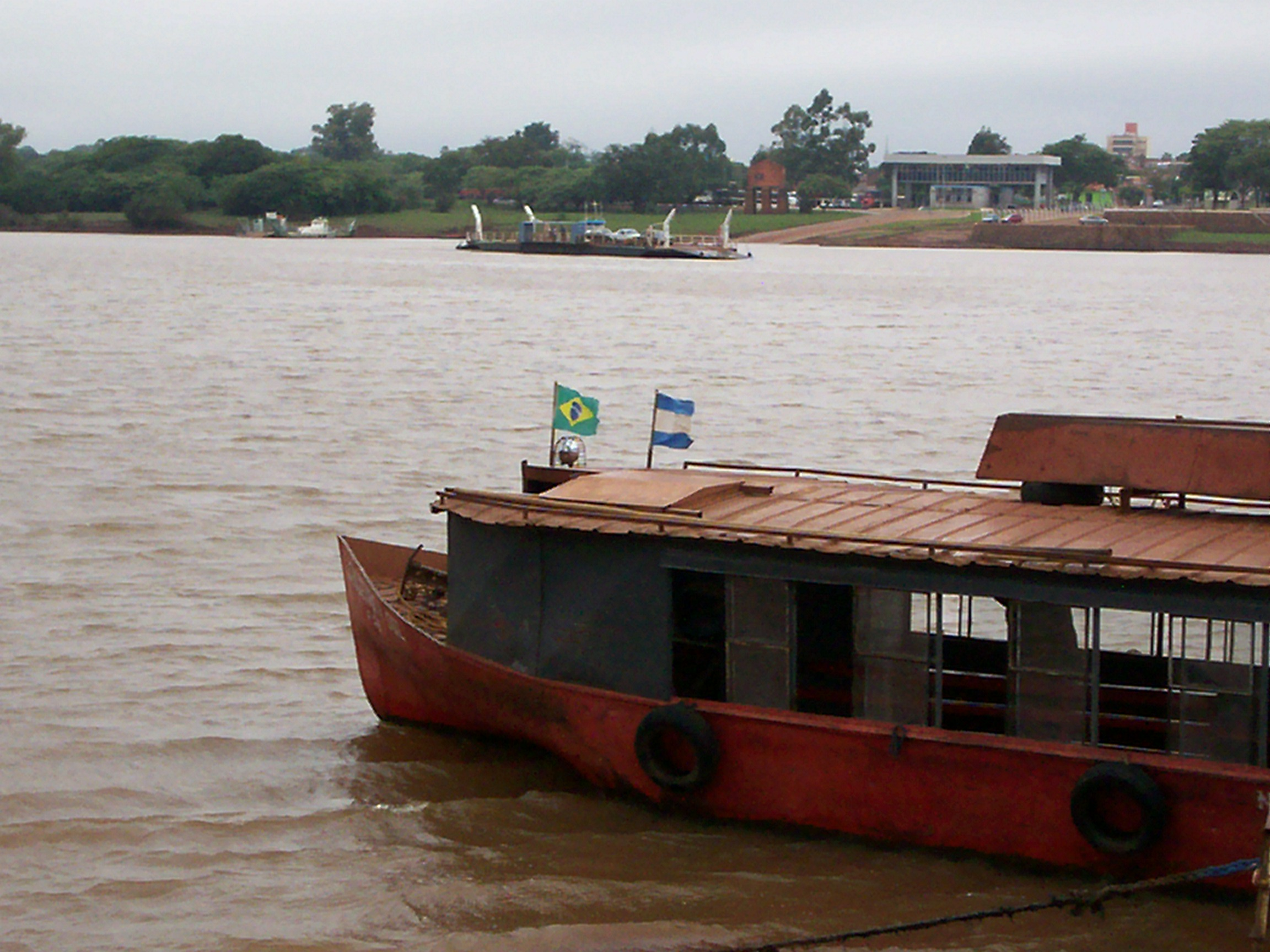
Lancha de pasajeros que cruza el río Uruguay, uniendo Alvear (Argentina) con Itaquí (Brasil).

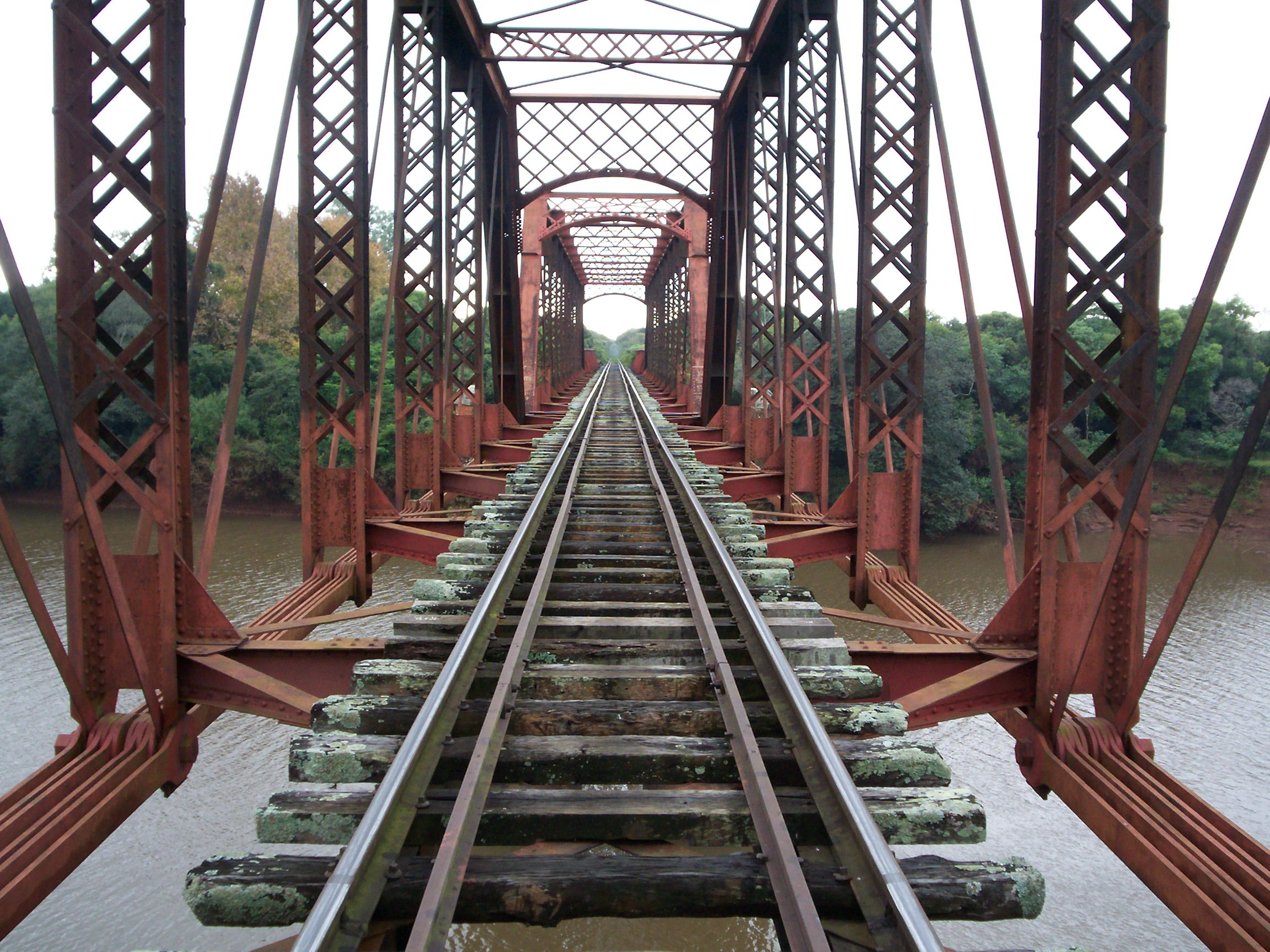
Puente del ferrocarril Urquiza sobre el río Aguapey, que une las ciudades correntinas de Alvear y La Cruz.

General Alvear es un departamento de la provincia de Corrientes, en el noreste de Argentina, que ocupa 1948.4 km², en la región noreste de la provincia.
Limita al norte y este con el departamento de Santo Tomé; al oeste con el de San Martín; y al sur con la República Federativa del Brasil, de la cual está separado por el río Uruguay.
La cabecera del departamento es la ciudad de Alvear.

## Historia
El 10 de febrero de 1863 la Legislatura provincial autorizó al Poder Ejecutivo a fundar un pueblo en la costa del Uruguay, en el Paso Itaquí, que fue denominado Alvear en homenaje al general Carlos María de Alvear. 
El 12 de agosto de 1887 fue creada por ley la municipalidad de General Alvear, que fue instalada el 3 de noviembre de 1887. El 8 de noviembre de 1888 fue ampliado por ley el ejido municipal.
El 29 de septiembre de 1920 fue promulgada la ley n.º 315 que reconoce como comisión municipal electiva a General Alvear.
El 28 de septiembre de 1940 fue sancionada la ley n.º 892 que creó la comisión de fomento del pueblo de Estación Torrent, dentro de la superficie de las 200 hectáreas establecidas por la Ley de Creación de dichos pueblos.
El 26 de septiembre de 1958 fue sancionada la ley n.º 1921 que creó el departamento General Alvear con parte del departamento San Martín:

Art. 3°.- El Departamento General Alvear, comprenderá la superficie territorial formada por las 3ª. y 4ª. Secciones Electorales del anterior Departamento de San Martín, y tendrá por límites: al Este y Sud el río Uruguay; al Oeste el río Aguapey que lo divide del departamento de San Martín y Norte y Noreste los límites que actual y anteriormente separaban este Departamento del de Santo Tomé.
 Art. 4°.- La ciudad de Alvear se declara cabecera del nuevo Departamento con sus ejidos actuales.

El 30 de septiembre de 1958 fue promulgada la ley n.º 1949 que declaró la autonomía del municipio de Alvear.
El 30 de mayo de 1983 fueron promulgadas las leyes n.º 3787 y 3788 que fijaron los límites territoriales respectivos de las áreas jurisdiccionales urbana, subrural y rural de los municipios de Alvear y de Estación Torrent.

## Población
Cuenta con 9145 habitantes (Indec, 2022), lo que representa un incremento promedio anual del 1.3% frente a los 7926 habitantes (Indec, 2010) del censo anterior.

La mediana de edad se estableció en 30 años.
| Gráfica de evolución demográfica de Departamento General Alvear entre 1991 y 2022 |
|                                                                                   |
| Fuente: censos nacionales del INDEC                                               |

## Localidades
La mayor parte de la población se concentra en la ciudad cabecera del departamento. El resto es población de carácter rural, dispersa o asentada en pequeñas localidades.
| Cabecera (Población 2010) | Localidades (Población 2010)  |
| ------------------------- | ----------------------------- |
| Alvear (6732 hab.)        | - Estación Torrent (116 hab.) |

## Clima
El clima es propio de la zona tropical, con abundantes precipitaciones cuyos valores decrecen de este a oeste, con más de 1700 mm/año. En lo referente a las temperaturas, se registra un descenso de las medias anuales de norte a sur, con valores promedios superiores a 21 °C.

## Fisiogeografía
Según la división efectuada en el croquis regional de la provincia responde al criterio establecido por el Dr. Enrique Bruniard en sus “Bases Fisiogeográficas para una División Regional de la provincia de Corrientes”; denomina a esta región como, Malezales del Aguapey-Miriñay.
En cuanto a la topografía se diferencian zonas elevadas, una al noreste, que constituye una prolongación de las sierras misioneras, cabe destacar que aquí adquiere importancia la ganadería bovina con poca tecnología implementada, combinándose en algunos sectores con cultivos de arroz, forestación y cítricos. 
Las diferencias topográficas y climáticas favorecen el desarrollo de formaciones arbóreas (bosques) en pequeños sectores.
Existe un suelo de carácter arcilloso que determina el estancamiento de agua, de ese plano general inundable.
Los centros urbanos más importantes más cercanos son, según su jerarquía, Paso de los Libres (129 km al sur), Santo Tomé (80 km al norte), Gob. Virasoro (160 km al norte), La Cruz (18 km al sur) y el poblado de Yapeyú (45 km al sur), están localizados sobre la margen derecha del río Uruguay y se comunican entre sí a través de la RN 14 (principal eje de circulación vehicular) y del Ferrocarril General Urquiza, que constituyen el nexo hacia Posadas (240 km) y Buenos Aires; en tanto la ruta nacional 123 y la ruta provincial RP 114 (de tierra) posibilitan la unión con las ciudades del centro y del oeste correntino.

## Economía
La principal actividad económica es la agricultura. Las condiciones del terreno y el clima favorecen el cultivo de arroz. En menor medida se cultivan frutales, especialmente cítricos. Se practica la ganadería extensiva, especialmente bovinos y ovinos.